# Skrædderens falske Vidner

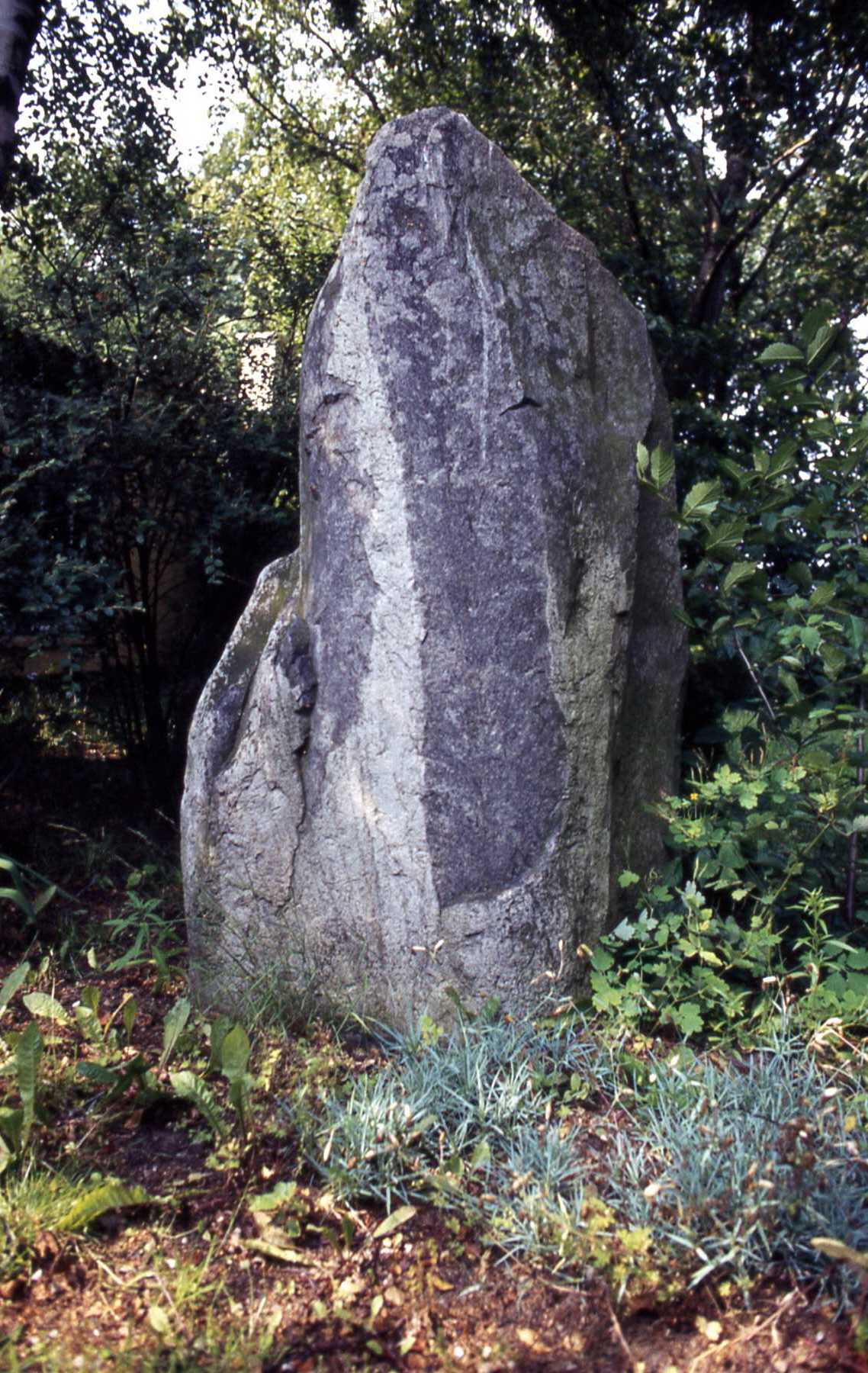
Einer der falschen Zeugen

Skrædderens falske Vidner (deutsch des Schneiders falsche Zeugen) sind fünf Bautasteine auf dem Bøgebjerg westlich von Reerslev, nördlich von Ruds Vedby in der Sorø Kommune auf der dänischen Insel Seeland. Ein sechster Stein – der Schneider – steht in der Nähe.
„Des Schneiders falsche Zeugen“ erheben sich auf einer Fläche von etwa 20 × 15 m mit einem Abstand von 5 bis 10 m bis zu 1,7 m über dem Boden. Sie haben eine unregelmäßige, abgerundete Form. Es gibt keine Anzeichen für eine Rangordnung. Die Bautasteine sind vendelzeitlich (650–800 n. Chr.) und im Gelände kaum zu erkennen, da die meisten von Hecken umgeben im Garten stehen. Die falschen Zeugen des Schneiders hatten vermutlich aufgemalte Runen, die jedoch im Laufe der Zeit verschwanden.